# آلکس اینفاشلی
آلکس اینفاشِـلی (ایتالیایی: Alex Infascelli؛ زادهٔ ۹ نوامبر ۱۹۶۷) بازیگر، کارگردان فیلم، فیلم‌نامه‌نویس و تهیه‌کننده فیلم اهل ایتالیا است.
از فیلم‌هایی که وی در آن نقش داشته‌است، می‌توان به شیاطین سن پترزبورگ اشاره کرد.